# Parafia Chrystusa Króla w Łańcucie
Parafia Chrystusa Króla w Łańcucie – parafia rzymskokatolicka należąca do dekanatu Łańcut II w archidiecezji przemyskiej.

## Historia
19 października 1986 roku bp Stefan Moskwa poświęcił tymczasową kaplicę w budynku dawnego młyna. W 1987 roku utworzono rektorat, w którym posługiwał ks. Mieczysław Sondej. 26 października 1987 roku kaplica została przeniesiona do domu, który wraz z działką został ofiarowany na rzecz parafii. 22 listopada 1987 roku poświęcono plac pod budowę nowego kościoła.
W 1988 roku rozpoczęto budowę nowego kościoła, według projektu arch. inż. Jana Bulszy. 6 sierpnia 1989 roku bp Ignacy Tokarczuk poświęcił kościół pw. Chrystusa Króla. 22 sierpnia 1989 roku została erygowana parafia z wydzielonego terytorium parafii farnej.
26 października 2014 roku odbyła się konsekracja kościoła, której dokonał abp Józef Michalik.
Proboszczowie parafii:
1987–2021. ks. kan. Mieczysław Sondej (w latach 1987–1989 rektor).
2021– nadal ks. Robert Grela.

## Zasięg parafii
Do parafii należy 3 500 wiernych z Łańcuta mieszkający przy ulicach: 10 Pułku Strzelców Konnych, 29 listopada (lewa strona od początku - prawa strona od numeru 20), Armii Krajowej (bloki 20 i 24),
Batalionów Chłopskich, Batorego, Głowackiego, Grabskiego, os. gen. Maczka (bloki od 1-13), Matejki (numery 15, 17 i 19), Piłsudskiego (numery parzyste od numeru 66 i nieparzyste od numeru 37), Skotnik.